# Ball rodó

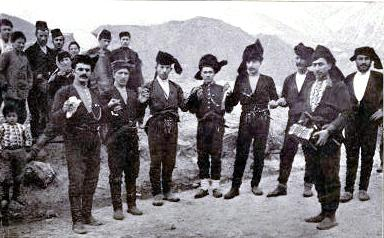
Ballarins Lazis a Armènia, cap a 1911

El ball rodó és un estil de dansa social que es fa en cercle, semicercle o línia corba amb acompanyament musical, com ara instruments i cant, i és un tipus de dansa on qualsevol pot participar sense necessitat de parelles. A diferència del ball lineal, representat per exemple pel country, els participants del ball rodó estan en contacte físic entre ells; la connexió es fa amb la mà, un dit, o la mà a l'espatlla, i s'acostuma a seguir el líder per la pista de ball. Des de suau fins a energètics, la dansa pot ser una experiència de grup o fins i tot part d'una meditació.
Sent probablement la formació de dansa més antiga coneguda, el ball rodó és una tradició antiga comuna a moltes cultures per marcar ocasions especials, rituals, enfortir la comunitat i fomentar la unió. Els balls rodons estan coreografiats amb molts estils de música i ritmes diferents. El ball rodó modern barreja danses populars tradicionals, principalment de fonts europees o del Pròxim Orient, amb coreografies recents amb una varietat de música tant antiga com moderna. Hi ha un repertori creixent de nous balls de cercle amb música clàssica i cançons contemporànies.
A Catalunya, el ball rodó s'associa a una dansa de batre que antigament es feia servir a Catalunya. Antigament, per batre, en comptes de fer córrer els animals per damunt de la batuda, la gent dansava per sobre com encara es fa pels pobles bàltics i balcànics. Originàriament, ballaven només les dones mentre l'amo, situat al centre, manava el ritme tal com volia. Posteriorment, aquesta dansa es va anar transformant en una sardana popular, i el nom al que fa referència la lletra, no és el d'una noia, sinó que és l'instrument que acompanya la dansa, una cornamusa, o més popularment conegut com a sac de gemecs. La sardana també és una variant de ball rodó.

## Distribució
El ball rodó es troba en moltes cultures, incloent-hi l'àrab (llevant i iraquià), israeliana (vegeu dansa jueva i dansa popular israeliana), luri, assíria, kurda, turca, armènia, azerbaiyana, maltesa, ucrainiana i balcànica. També es troba al sud d'Àsia com la Nati de Himachal Pradesh, Harul d'Uttarakhand, Wanvun de Caixmir, Jhumair de Jharkhand, Fugdi de Goa i Deuda i Dhan Nach del Nepal. Malgrat la seva immensa reputació a l'Orient Mitjà i al sud-est d'Europa, el ball en cercle també té un protagonisme històric a la Bretanya, Astúries, Catalunya i Irlanda a l'oest d'Europa, i també a Sud-amèrica (peruana), al Tibet i amb els nadius americans . També s'utilitza, en la seva forma més meditativa, en el culte dins de diverses tradicions religioses, com ara l'Església d'Anglaterra i les danses islàmiques Haḍra Dhikr (o Zikr).

## Història
Els balls rodons han estat practicats per gairebé tots els pobles des de l'antiguitat. La sardana n'és un exemple, el qual ha anat evolucionant en la tècnica coreogràfica. Moltes danses religioses no han estat sinó simples balls rodons, a vegades al voltant d’algun objecte simbòlic. El Llibre vermell de Montserrat ha fet arribar, des del s XIV, un testimoniatge de la Ballada dels goigs de Nostra Dona en vulgar català a ball rodó, i d’un Cant de l’Ave Maria a ball rodó . Al Principat, entre la pagesia, han estat molt populars els balls rodons entorn d’un arbre (ball de l’arbre), d’un foc (la nit de Sant Joan), o d’una font, possibles reminiscències de cultes antics.

### Àsia del sud

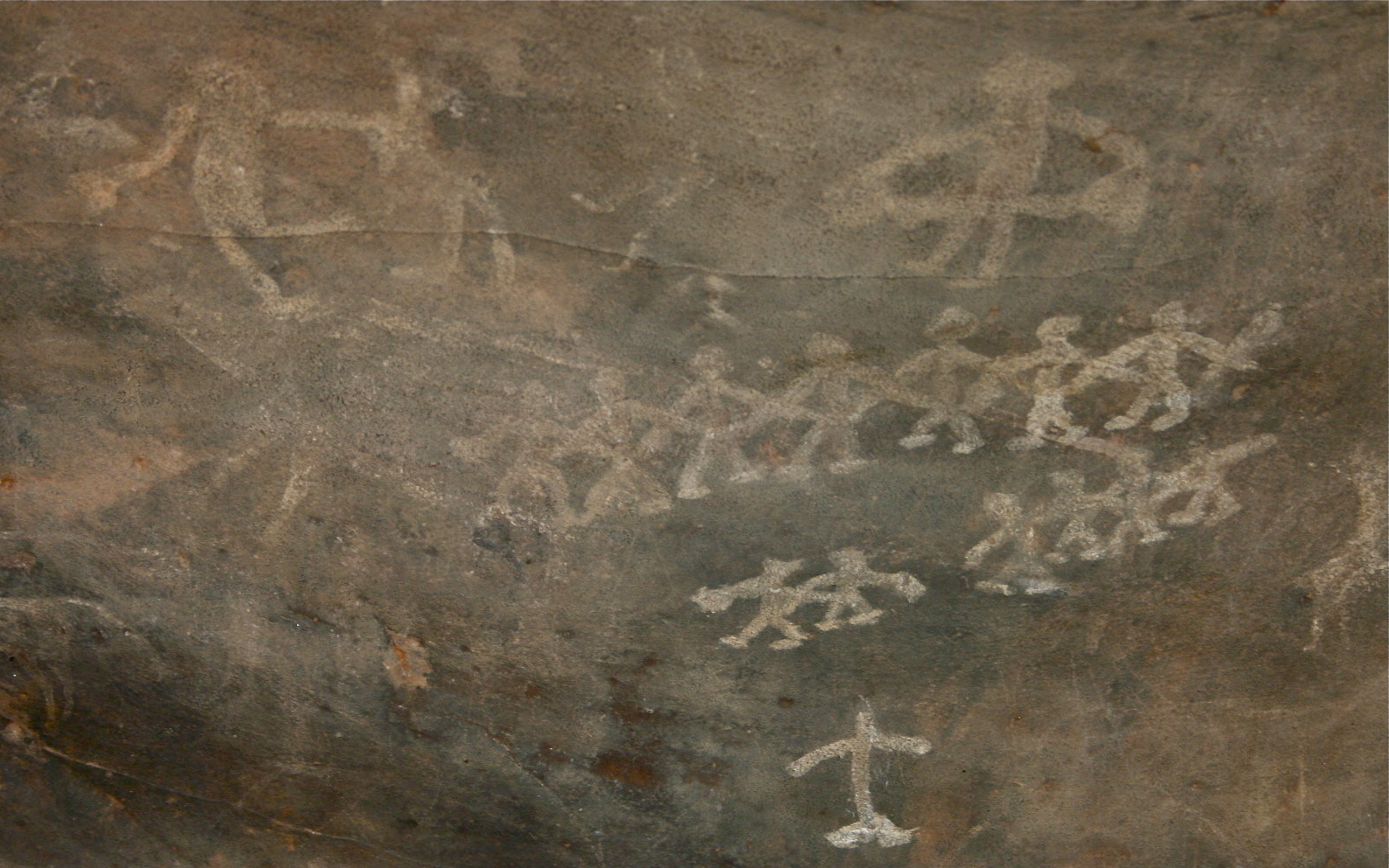
Pintura de ballarins i músics als refugis rocosos de Bhimbetka, Índia

Pintura rupestre trobada al sud d'Àsia des del Paleolític. Les pintures rupestres dels abrics rupestres de Bhimbetka de Madhya Pradesh a l'Índia mostren  ballarins i músics del període Mesolític. Mostra la gent ballant agafant-se de la mà.

### Balcans

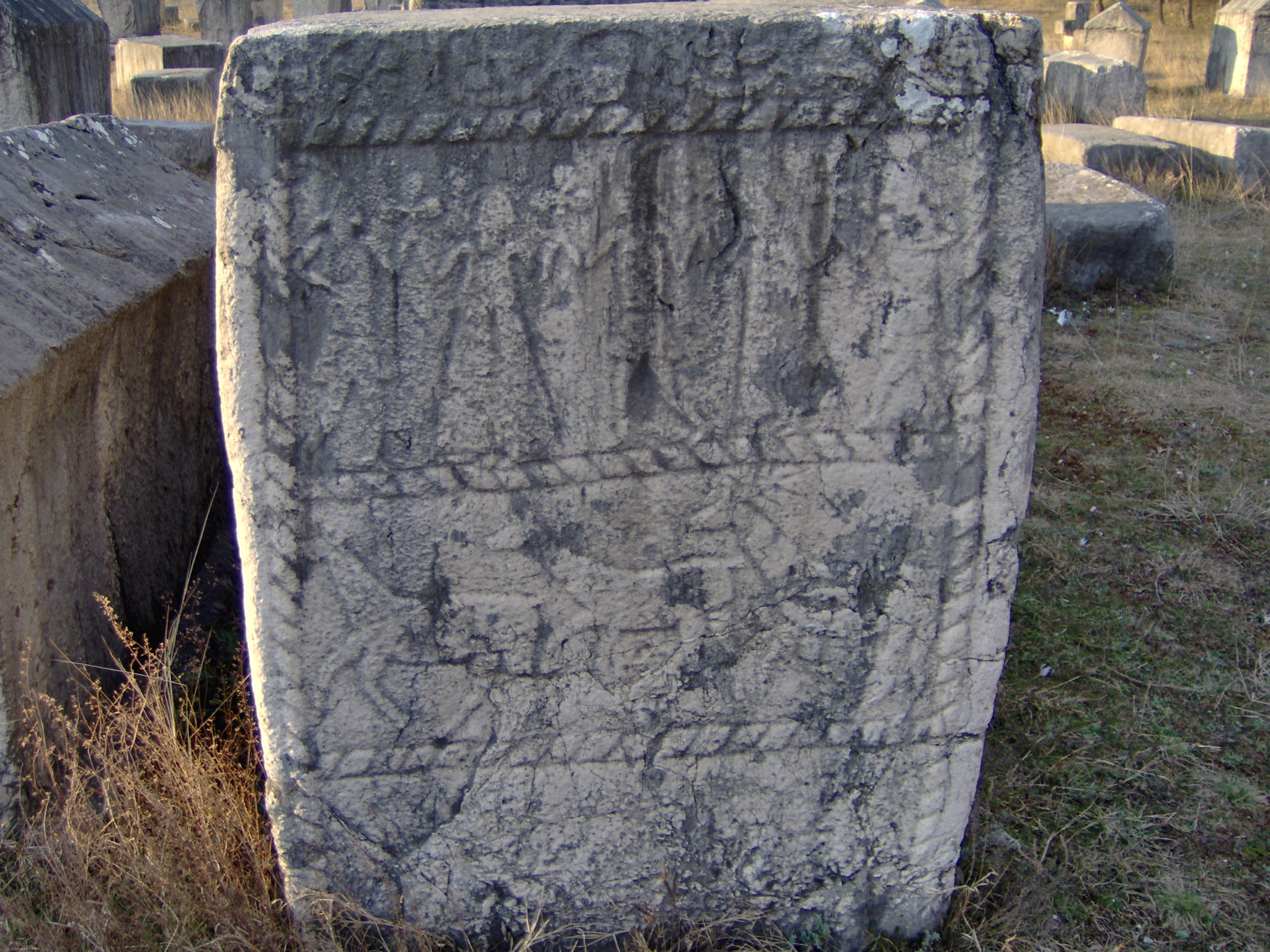
Steak de Radimlja, Hercegovina que mostra figures enllaçades

Les làpides medievals anomenades "Stećak" a Bòsnia i Hercegovina, que daten des de finals del segle XII fins al segle XVI, porten inscripcions i figures que semblen ballarins encadenats. Es representen homes i dones ballant junts agafats de la mà a l'alçada de les espatlles, però de vegades els grups només estan formats per un sexe.
A Macedònia, prop de la ciutat de Zletovo, les pintures murals del monestir de Lesnovo (Lesnovo Manastir), que daten del segle XIV, mostren un grup de joves lligant armes en un ball rodó. Una crònica de 1344 insta la gent de la ciutat de Zadar a cantar i ballar balls de cercle per a un festival. No obstant això, una referència ve de Bulgària, en un manuscrit d'un sermó del segle XIV, que anomenava les danses en cadena "dimonis i condemnats".

### Europa central
El ball rodó d'Alemanya es diu "Reigen"; data del segle X, i pot haver-se originat a partir de balls devocionals a les festes paleocristianes. Ballar al voltant de l'església o un incendi va ser denunciat amb freqüència per les autoritats de l'església, cosa que només posa de manifest la seva popularitat en aquell moment. Un dels frescos (que data del segle XIV) al Tirol, al castell de Runkelstein, representa Elisabet de Polònia, reina d'Hongria liderant un ball en cadena. També es van trobar balls rodons a la República Txeca, que daten del segle XV. El ball es feia principalment al voltant dels arbres del verd del poble. També a Polònia els primers balls de poble eren en cercles o línies acompanyats pel cant o aplaudiment dels participants.

### Mediterrània
Al segle XIV, Giovanni Boccaccio descriu homes i dones ballant en cercle amb el seu propi cant o acompanyats de músics. Un dels frescos de Siena d'Ambrogio Lorenzetti pintat entre 1338 i 1340 mostra un grup de dones fent una figura de "pont" mentre van acompanyades d'una altra dona tocant el tamborí.
Hi ha relats de dos viatgers d'Europa occidental a Constantinoble, la capital de l'Imperi Otomà. El 1577, Salomon Schweigger descriu els esdeveniments en un casament grec:
| « | "Després es van unir els braços l’un sobre l’altre, van fer un cercle, van anar al voltant del cercle, amb els peus trepitjant fort i estampant; n va cantar primer, i els altres següents." | » |

Un altre viatger, el farmacèutic alemany Reinhold Lubenau, es trobava a Constantinoble el novembre de 1588 i informa d'un casament grec en aquests termes:
| « | "Una companyia de grecs, sovint de deu o més persones, va sortir al lloc obert, es va agafar per la mà, va fer un cercle rodó, i ara es va tornar enrere, ara cap endavant, de vegades va girar, cantant en grec el temps, de vegades segellat fortament a terra amb els peus." | » |

### Escandinàvia

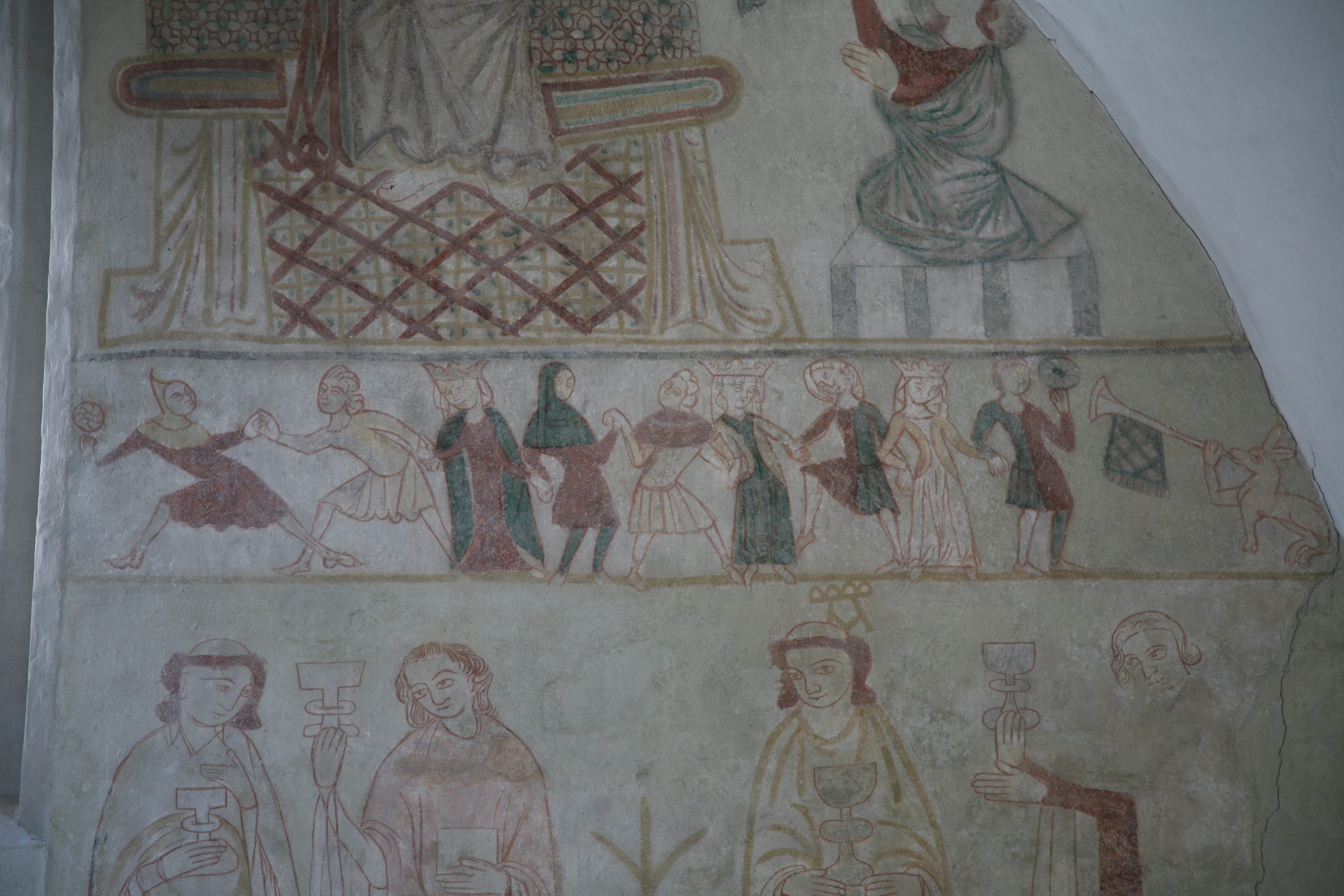
Fresc a l'església d'Ørslev, Dinamarca, que mostra una forma medieval de ball en cadena

A Dinamarca, les antigues balades esmenten una dansa en cercle tancat que pot obrir-se en una dansa en cadena. Un fresc de l'església d'Ørslev a Zelanda d'uns 1400 mostra nou persones, homes i dones, ballant en fila. El líder i alguns altres de la cadena porten rams de flors. En el cas dels balls de dones, potser hi havia un home que feia de líder. A Suècia, les cançons medievals esmentaven sovint la dansa. Es va formar una llarga cadena, amb el líder cantant els versos i posant el temps mentre la resta de ballarins s'unien al cor.

## Danses modernes

### Europa de l'Est

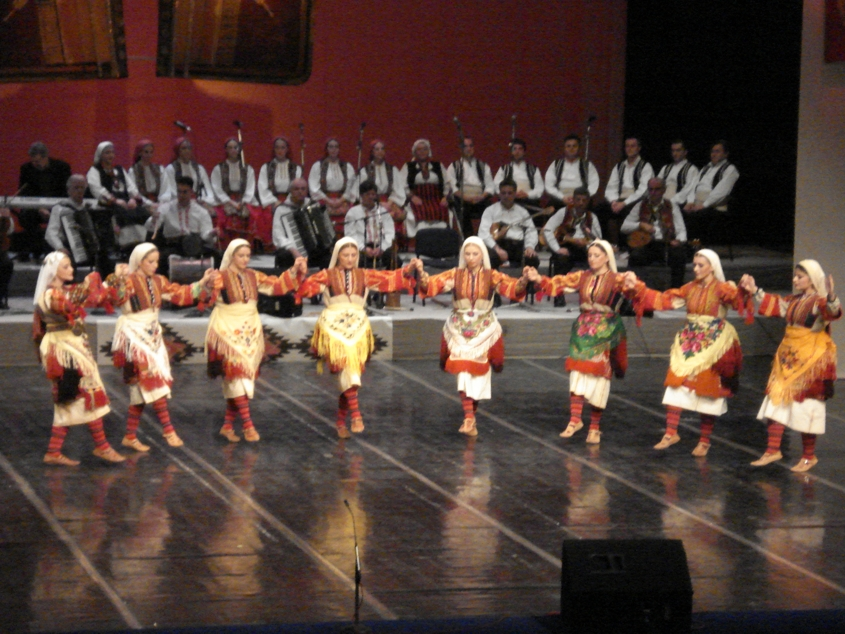
Un ball d'hora tradicional a Macedònia del Nord

El ball de l'Hora té el seu origen als Balcans però també es troba a altres països (incloent Romania i Moldàvia ). Els ballarins s'agafen de les mans i el cercle gira, generalment en sentit contrari a les agulles del rellotge, ja que cada participant segueix una seqüència de tres passos endavant i un pas enrere. L'Hora és popular durant les celebracions de casaments i festivals, i és una part essencial de l'entreteniment social a les zones rurals. A Bulgària, no cal estar en cercle; una línia corba de persones també és acceptable.
El Kolo és una dansa popular col·lectiva comuna a diverses regions d'Eslau del Sud, com Sèrbia i Bòsnia, que rep el nom del cercle format pels ballarins. Es realitza entre grups de persones (normalment diverses desenes, com a mínim tres grups) agafant-se amb les mans al voltant de la cintura de l'altre (idealment en cercle, d'aquí el nom). Gairebé no hi ha moviment per sobre de la cintura.

### Sud d'Europa

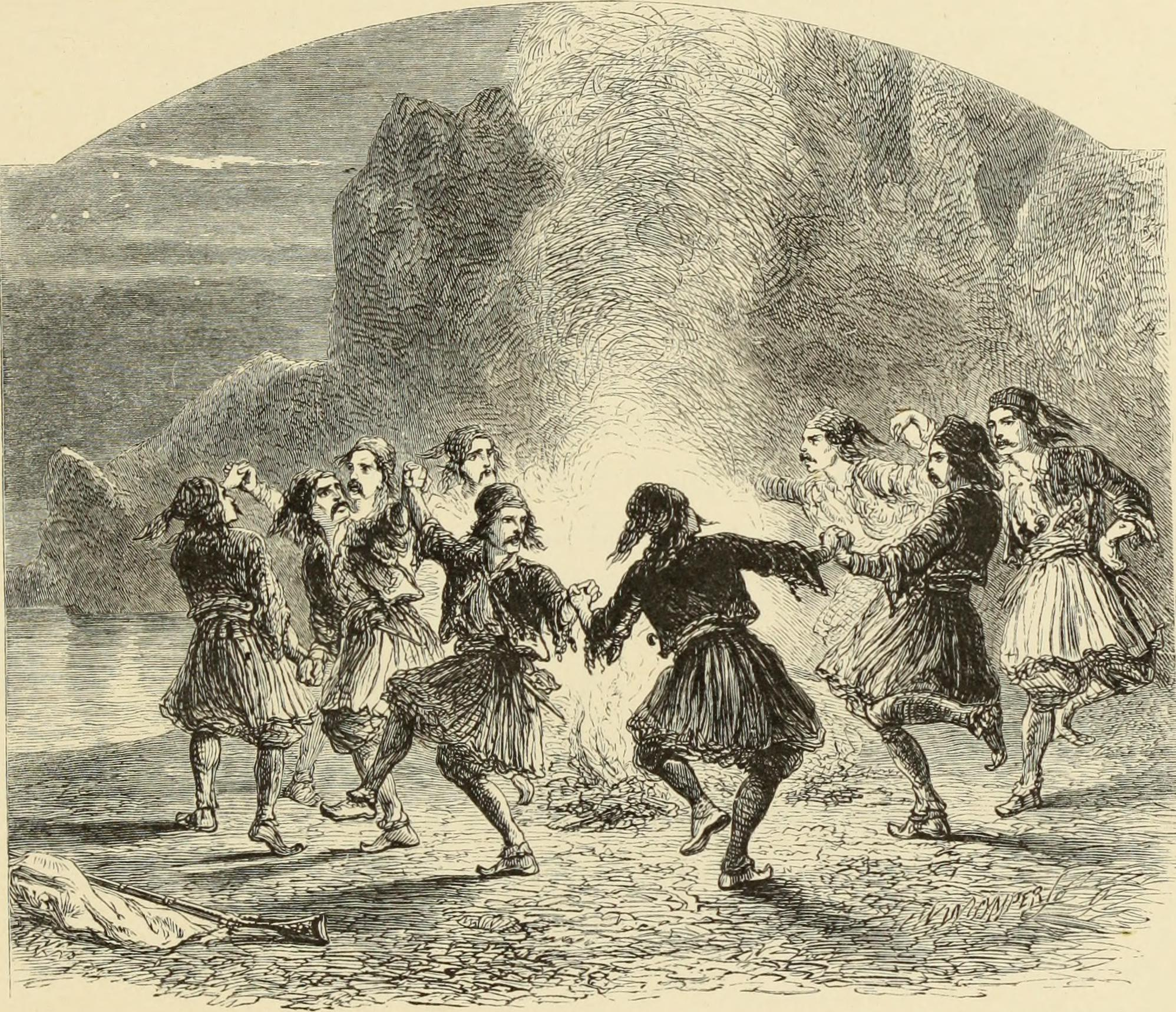
Ball de guerrers albanesos en cercle al voltant del foc (zjarri), dibuixant del llibre Childe Harold's Pilgrimage escrit per Lord Byron a principis del segle XIX.

#### Balls rodons albanesos
Les primeres descripcions de la dansa de guerra albanesa en cercle al voltant del foc van ser proporcionades a principis del segle XIX pels viatgers occidentals que van visitar el sud d'Albània. La dansa es practica durant diverses hores amb intervals molt curts, adquirint nou vigor a partir de les paraules de la cançó que l'acompanya que comença amb un crit de guerra que invoca tambors de guerra, i que és d'una peça amb el moviment i que sol canviar només una o dues vegades durant el tota l'actuació.
El foc purificador ritual, anomenat Zjarri, és utilitzat tradicionalment pels albanesos, en particular cantant i ballant al seu voltant, per obtenir protecció i energia del seu poder sobrenatural.
Un ritual practicat durant la Dita e Verës, una festa pagana albanesa que celebra l'equinocci de primavera –l'inici del període primavera - estiu amb l'enfortiment del Sol (Dielli) i la renovació de la Natura– s'ha descrit de la següent manera:
| « | Al ball rodó tancat, tenint el foc al centre, es troba el primer element ritual, entrellaçat amb motius coreogràfics, que classifiquen aquesta dansa a la categoria ritual. El culte al foc, un important element bàsic i antic i el tancat Cercle dels intèrprets, un fet molt important per a la coreografia ritualista, crea l’eix principal de la dansa. | » |

#### Kalamatianos

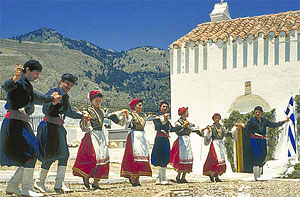
Dansa Syrtos

El Kalamatianos és una dansa popular grega popular a tot Grècia i Xipre, i sovint es representa en moltes reunions socials arreu del món. Com passa amb la majoria de les danses populars gregues, es balla en cercle amb una rotació en sentit contrari a les agulles del rellotge, els ballarins agafats de la mà. El ballarí principal sol subjectar el segon ballarí per un mocador, permetent així passos i acrobàcies més elaborats. Els passos del Kalamatianós són els mateixos que els del Syrtos, però aquest últim és més lent i majestuós.

#### Sardana

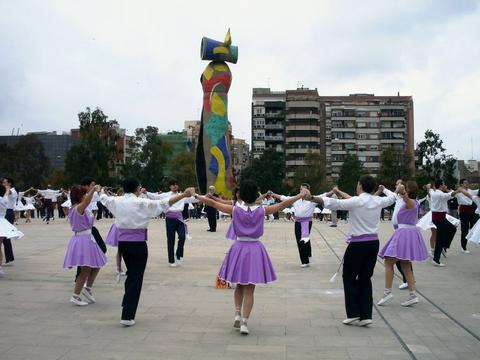
Grup de ball de sardanes a Barcelona

La sardana és un tipus de ball de cercle típic de Catalunya. Normalment un dels balladors, amb experiència, compte i reparteix liderant el cercle. Els ballarins s'agafen de la mà durant tot el ball: els braços abaixats durant els curts i aixecats a l'alçada de les espatlles durant els llargs. El ball era originari de l'Empordà, però va començar a guanyar popularitat arreu de Catalunya durant el segle xx. N'hi ha de dos tipus principals, la sardana curta original i la més moderna Sardana llarga.

#### Syrtos
Syrtos i Kalamatianos són danses gregues fetes amb els ballarins en una línia corba agafats de la mà, mirant cap a la dreta. El ballarí de l'extrem dret de la línia és el líder. El líder també pot ser un intèrpret en solitari, improvisant moviments hàbils i vistosos mentre la resta de la línia fa el pas bàsic. En algunes parts de Syrtos, parelles de ballarins sostenen un mocador pels seus dos costats.

### Europa occidental

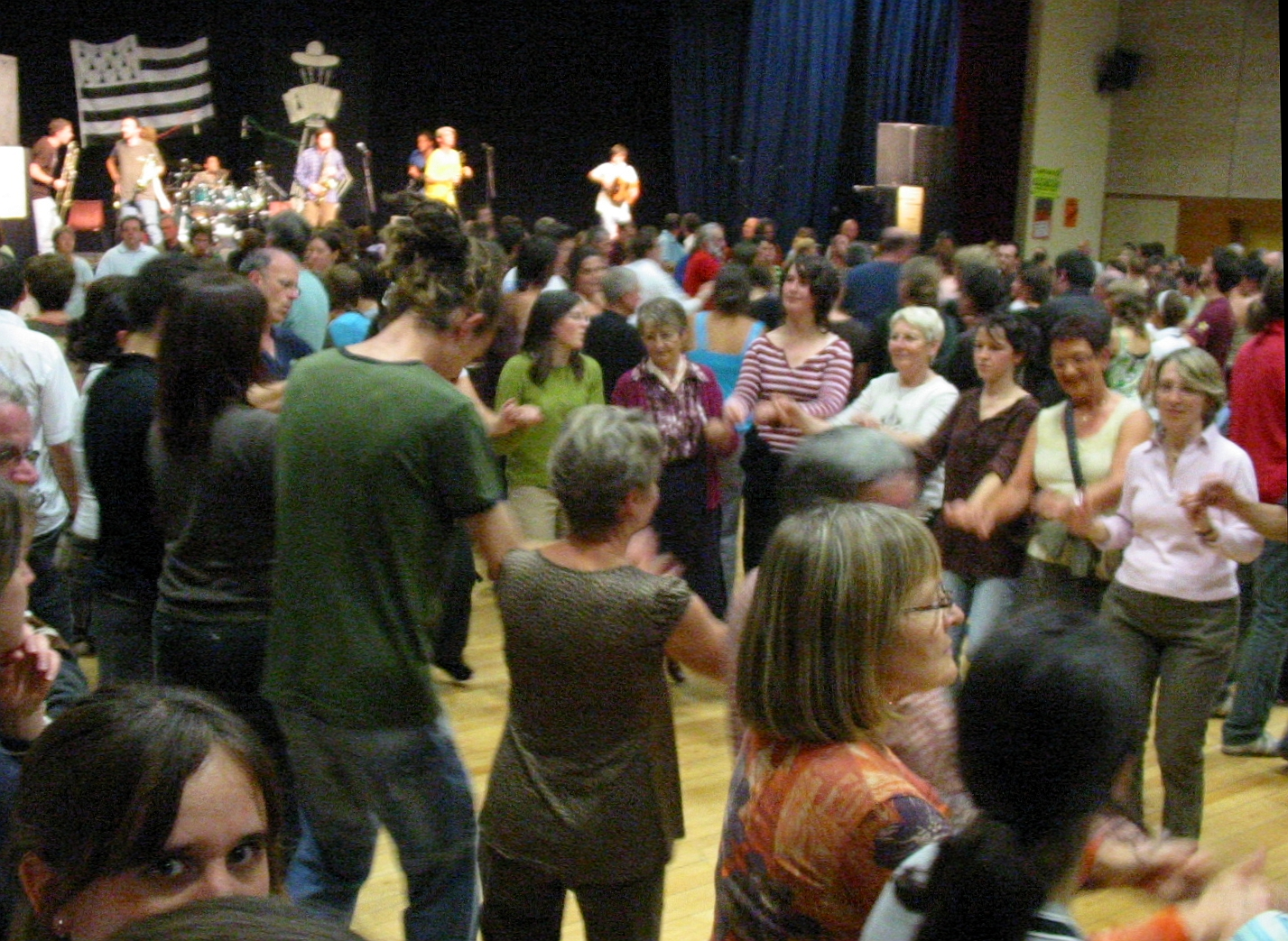
Bretons ballant un dro, balancejant els braços amb els dits petits entrellaçats

#### An dro
An Dro, que significa "el gir", és una dansa circular bretona. Els ballarins uneixen els dits petits en una llarga fila, movent els braços, mentre es mouen a la seva esquerra. Els moviments del braç consisteixen primer en dos moviments circulars pujant i enrere seguits d'un en sentit contrari. El líder (persona a l'extrem esquerre de la línia) conduirà la línia en una espiral o la duplicarà sobre si mateixa per formar patrons a la pista de ball i permetrà que els ballarins es vegin.

#### Ball encadenat feroès
La dansa en cadena feroesa és la dansa circular nacional de les Illes Fèroe. La dansa es va originar a l'època medieval, i va sobreviure només a les illes Fèroe, mentre que a altres països europeus va ser prohibida per l'església, pel seu origen pagà. La dansa es balla tradicionalment en cercle, però quan hi participa molta gent, normalment la deixen girar en diverses oscil·lacions dins del cercle. El ball en si mateix només consisteix a agafar-se de les mans, mentre que els ballarins formen un cercle, ballant dos passos a l'esquerra i un a la dreta sense creuar les cames. Quan més i més ballarins s'uneixen a la vinya de ball, el cercle comença a doblegar-se i forma un de nou dins de si mateix.

#### Ball rodó sagrat
El ball rodó sagrat va ser portat a la comunitat de la Fundació Findhorn a Escòcia per Bernhard Wosien; va presentar balls rodons tradicionals que havia reunit d'arreu d'Europa de l'Est. Colin Harrison i David Roberts i Janet Rowan Scott van portar els balls a altres parts del Regne Unit on van començar grups habituals al sud-est d'Anglaterra, després a Europa, els EUA i altres llocs. La xarxa s'estén també a Austràlia, Nova Zelanda, Sud-àfrica, Amèrica del Sud i l'Índia. Sovint es col·loca una petita peça central de flors o altres objectes al centre del cercle per ajudar a enfocar els ballarins i mantenir la forma circular. Hi ha molts debats dins de la xarxa de dansa del cercle sagrat sobre què la dansa inclou la paraula "sagrat".

### Orient Mitjà

#### Dabke

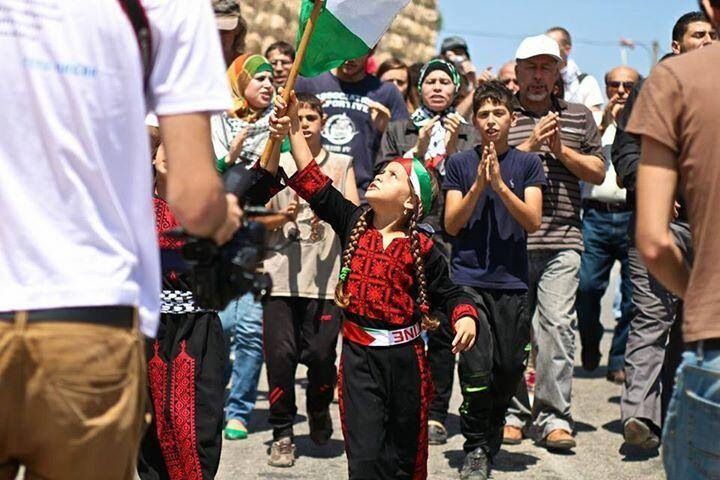
noies ballant Dabke tradicional

Dabke és popular al Líban, Síria, Palestina, Jordània i Turquia. El tipus més famós de la dansa és l'Al-Shamaliyya ( الشمالية ). Consisteix en un lawweeh ( لويح ) al capdavant d'un grup d'homes agafats de la mà i formats en semicercle. S'espera que el lawweeh sigui especialment hàbil en precisió, capacitat d'improvisació i rapidesa (generalment lleuger als seus peus). Els ballarins desenvolupen un moviment i un pas sincronitzats, i quan els cantants acaben la seva cançó, el lawweeh trenca del semicercle per ballar sols. El lawweeh és la forma més popular i familiar de ballar dabke per a celebracions familiars feliços.

#### Govend

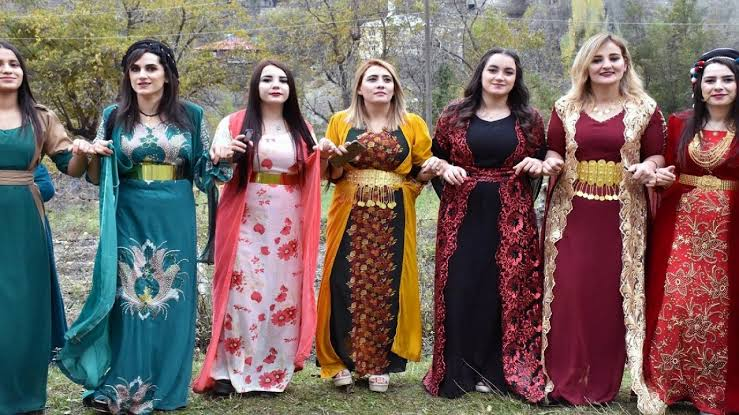
Dansa govend kurda

El govend és una de les danses tradicionals kurdes més famoses. Es distingeix d'altres danses d'Orient Mitjà per ser tant per a homes com per a dones.

#### Khigga

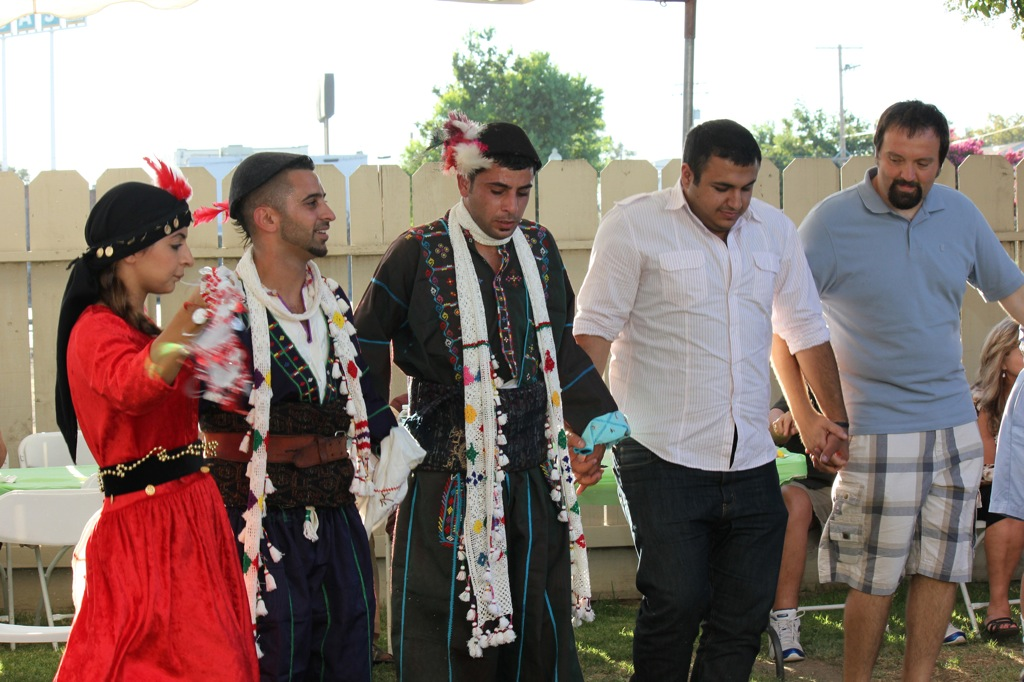
Assiris ballant khigga en un festival

Khigga és un dels principals estils de la dansa popular assiria en què diversos ballarins s'agafen de la mà i formen una línia o un cercle. Normalment es realitza en casaments i altres celebracions. Khigga es toca per donar la benvinguda als nuvis a la sala de recepció. Hi ha múltiples patrons de peus que realitzen els ballarins. El cap de la línia khigga acostuma a ballar amb un mocador amb campanes afegits als costats, de manera que sona quan es sacseja. Un bastó decorat també s'utilitza en molts casaments assiris. A més, el terme khigga s'utilitza per designar totes les danses del cercle assiris.

#### Kochari
Kochari és una dansa popular armenia, ballada avui per armenis, assiris, azeris, kurds, grecs pòntics i turcs. Els ballarins formen un cercle tancat, posant-se les mans sobre les espatlles dels altres. Les formes més modernes de Kochari han afegit un "pas de trèmolo", que implica sacsejar tot el cos. A l'Azerbaidjan, la dansa consta de parts lentes i ràpides, i és de tres variants. Hi ha un doble rebot consistent i fort. Els grecs pòntics ballen mà a espatlla i viatgen cap a la dreta.

#### Tamzara
La tamzara és una dansa popular armènia, assiria i grega originària d'Anatòlia. Hi ha moltes versions de Tamzara, amb música i passos lleugerament diferents, procedents de les diferents regions i pobles antics d'Anatòlia. En primer lloc fan tres passos cap endavant, toquen amb el peu esquerre a terra i fan un pas endavant per posar-se sobre el peu esquerre; després fan tres petits passos enrere i repeteixen les accions una mica més ràpid. Com la majoria de balls populars d'Anatòlia, Tamzara es fa amb un gran grup de persones amb els dits petits entrellaçats.

### Àsia del sud

#### India

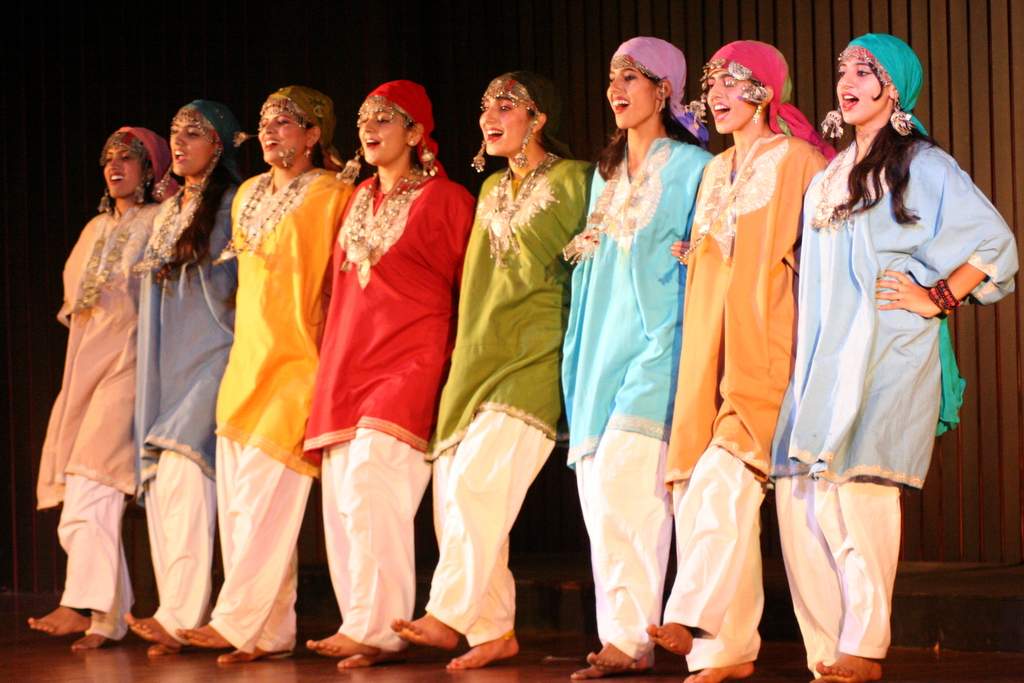
Noies de Caixmir fent Rouf Dance a Delhi

La dansa en cercle és freqüent a la regió de l'Himàlaia i l'Índia central. Alguns balls de cercle del sud d'Àsia són Nati d'Himachal Pradesh, Harul d'Uttarakhand, Wanvun de Caixmir, Jhumair i Domkach de Jharkhand i la dansa Fugdi de Goa.

#### Pakistan

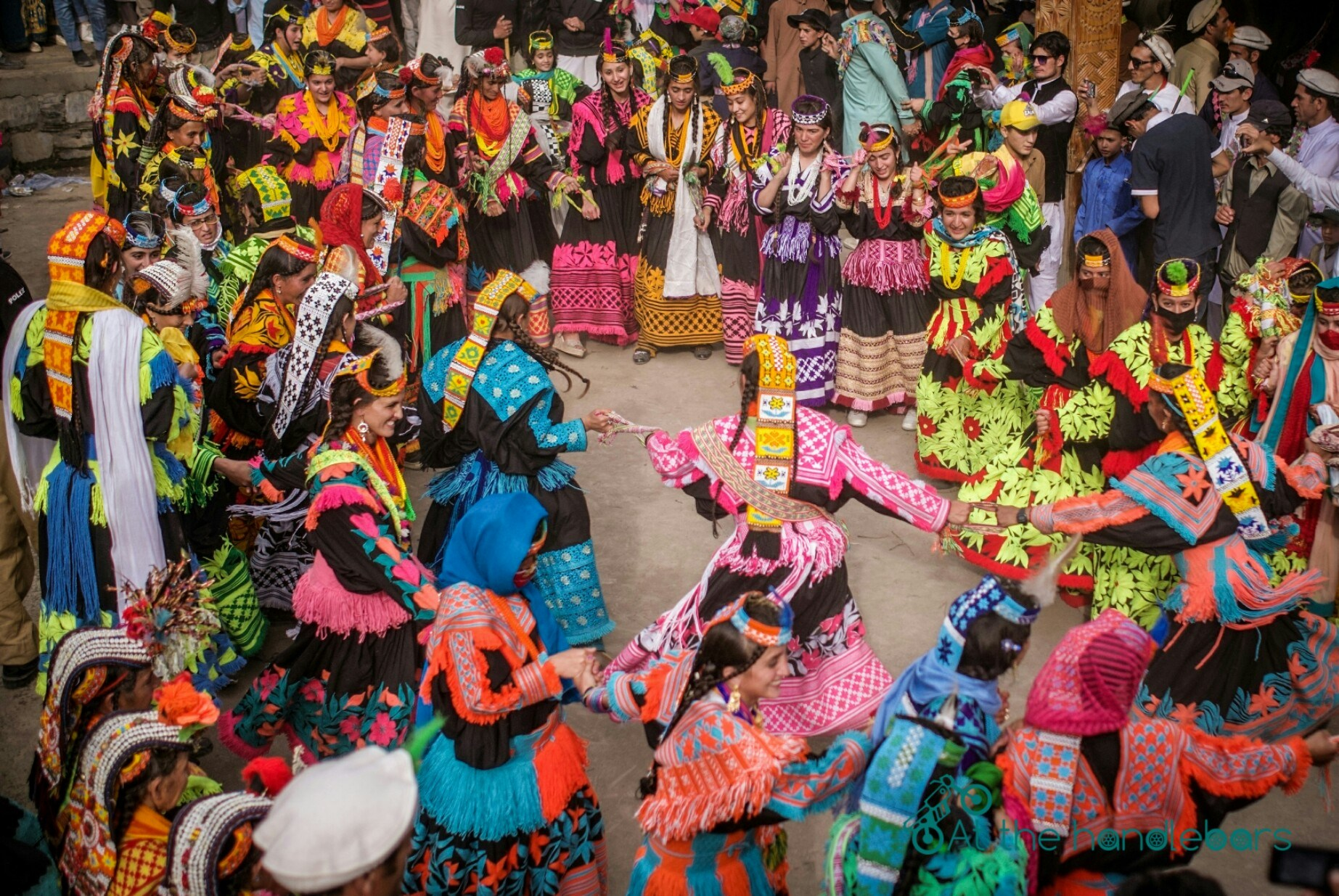
Gent Kalash al festival

La dansa popular dels Kalash del districte de Chitral del Pakistan és una dansa circular.

#### Nepal

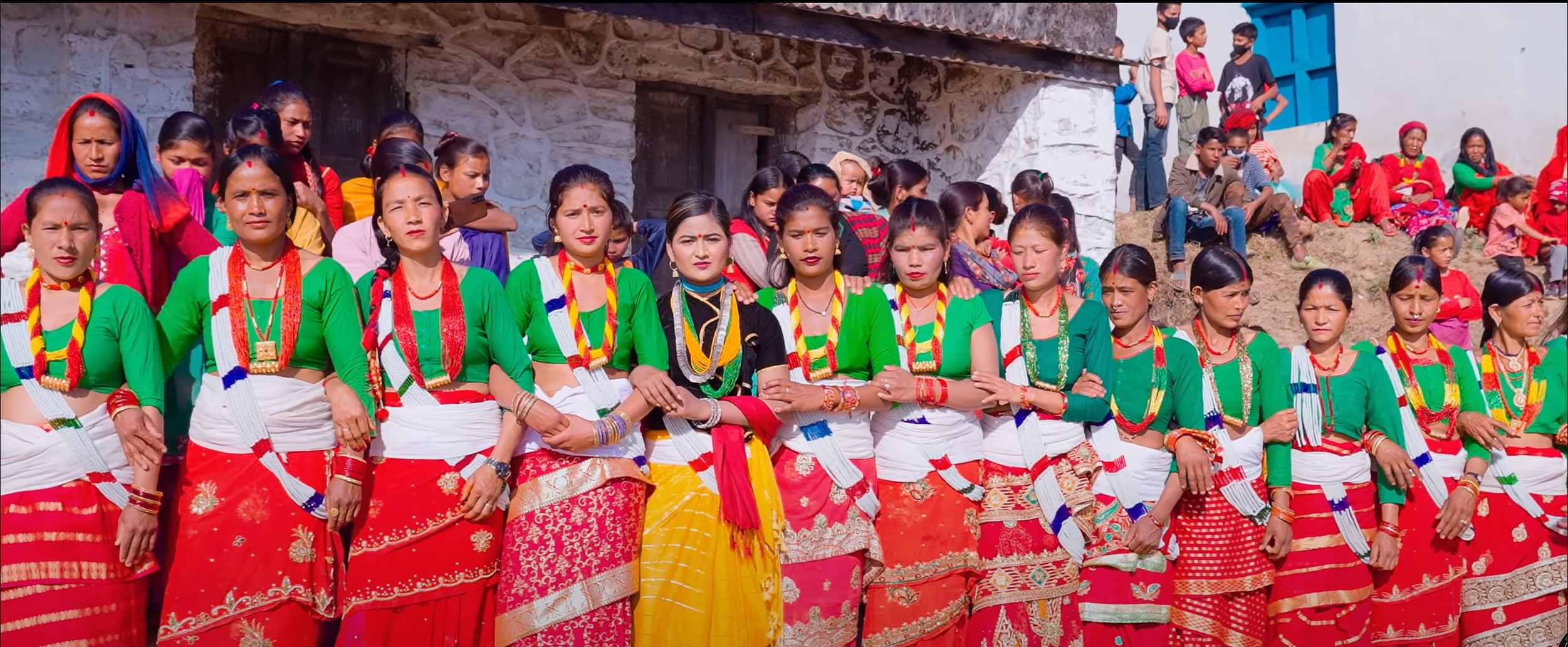
Dones interpretant Deuda al Nepal.

El dhan Nach de la gent Limbu, Syabru (dansa) de la gent Sherpa i Hyolmo, Sakela de la gent Rai, Deuda de Khas són alguns dels balls de cercle populars del Nepal.